# Звартово (Білоґардський повіт)
Звартово (пол. Zwartowo) — село в Польщі, у гміні Карліно Білоґардського повіту Західнопоморського воєводства.
Населення — 82 особи (2011).
У 1975-1998 роках село належало до Кошалінського воєводства.

## Демографія
Демографічна структура станом на 31 березня 2011 року:
|          | Загалом | Допрацездатний вік | Працездатний вік | Постпрацездатний вік |
| -------- | ------- | ------------------ | ---------------- | -------------------- |
| Чоловіки | 43      | 13                 | 30               | 0                    |
| Жінки    | 39      | 7                  | 28               | 4                    |
| Разом    | 82      | 20                 | 58               | 4                    |